# The Sweet Inspirations
The Sweet Inspirations is een Amerikaanse zanggroep.

## Bezetting
- Cissy Houston[3] (moeder van Whitney Houston en tante van Dee Dee en Dionne Warwick)
- Lee Warwick[4]
- Dee Dee Warwick[5]
- Estelle Brown[6]
- Myrna Smith[7]
- Sylvia Shemwell[8] (zus van Judy Clay)

Het ontstaan van de in gospelmuziek en soul gewortelde groep gaat terug naar een tijdens de late jaren 1960 door de zussen Cissy Houston (eigenlijk Emily Drinkard) en Lee Warwick (geb. Drinkard) geformeerde zanggroep, waarin ook Lees dochter Dee Dee Warwick meewerkte. De groep trad toen op onder de naam The Drinkard Sisters. Dee Dee was de leadzangeres van de groep, totdat ze de groep in 1965 verliet om een solocarrière te beginnen. Ze werd vervangen door Myrna Smith.

## Geschiedenis
In 1967 werkten The Sweet Inspirations mee als begeleidingskoor bij de hit Brown Eyed Girl van Van Morrison, die werd uitgebracht in juni 1967 (#8, Billboard Hot 100). Nog in hetzelfde jaar produceerde de groep bij Atlantic Records hun eerste eigen opnamen.
In 1968 volgden twee verdere langspelers en hun medewerking bij de lp Electric Ladyland van Jimi Hendrix en de lp Dusty in Memphis van Dusty Springfield. Tijdens de daaropvolgende periode waren ze de begeleiders van Elvis Presley en waren ze onder andere te zien in de documentairefilm Elvis – That's the Way It Is. Tegelijkertijd werkten ze soms ook met Aretha Franklin, o.a. op het legendarische concert in Het Concertgebouw in Amsterdam tijdens een Europese tournee in 1968.
Hun vierde lp Sweets For My Sweet verscheen in 1969. Vervolgens verliet Cissy Houston de groep voor een solocarrière en om meer tijd te kunnen besteden aan haar familie. De aan het eind van 1970 opgenomen lp Sweet, Sweet Soul werd al met haar kortstondige opvolgster Ann Williams, een vriendin van Estelle Brown, opgenomen. Nadat Williams de groep weer spoedig had verlaten, werkten The Sweet Inspirations als trio verder.
In 1978 werkten ze als begeleidingskoor mee in de film Grease. Een jaar later verliet Estelle Brown de groep en werd tijdens de tournee Spirits Having Flown van The Bee Gees vervangen door Gloria Brown, terwijl Pat Terry inviel voor de opnamen van de in hetzelfde jaar uitgebrachte lp Hot Butterfly. Vervolgens werd de groep ontbonden, maar werd in 1994 door Estelle Brown, Myrna Smith, Sylvia Shemwell en de nieuwkomelinge Portia Griffin heropgericht. In 2005 publiceerde de groep nog een keer een lp. Twee leden overleden in 2010: Sylvia Shemwell op 13 februari en Myrna Smith op 24 december.

## Discografie

### Albums
- 1967: The Sweet Inspirations (Atlantic Records)
- 1968: Songs Of Faith And Inspiration (Atlantic Records)
- 1968: What The World Needs Now Is Love (Atlantic Records)
- 1969: Sweets For My Sweet (Atlantic Records)
- 1970: Sweet, Sweet Soul (Atlantic Records)
- 1973: Estelle, Myrna And Sylvia (Stax Records)
- 1979: Hot Butterfly (RSO Records)
- 2005: In The Right Place (Frixion Records)